# WTA 125 2022
WTA 125 2022 – sezon profesjonalnych kobiecych turniejów tenisowych niższej kategorii organizowanych przez Women’s Tennis Association w 2022 roku. Obejmuje 24 turnieje z pulą nagród wynoszącą 115 000 dolarów amerykańskich. Zawody rozgrywane w ramach WTA 125 nie są zaliczane do głównego cyklu rozgrywek WTA Tour.

## Kalendarz turniejów
| Data            | Turniej                                      | Zwyciężczynie                           | Wynik               | Finalistki                              | Półfinalistki                           | Ćwierćfinalistki                                                            |
| --------------- | -------------------------------------------- | --------------------------------------- | ------------------- | --------------------------------------- | --------------------------------------- | --------------------------------------------------------------------------- |
| 28 marca        | Andalucia Open Marbella Ceglana              | Majar Szarif                            | 7:6(1), 6:4         | Tamara Korpatsch                        | Océane Dodin Danka Kovinić              | Rebeka Masarova Anna Karolína Schmiedlová Martina Trevisan Panna Udvardy    |
| 28 marca        | Andalucia Open Marbella Ceglana              | Irina Bara Ekaterine Gorgodze           | 6:4, 3:6, 10–6      | Vivian Heisen Katarzyna Kawa            | Océane Dodin Danka Kovinić              | Rebeka Masarova Anna Karolína Schmiedlová Martina Trevisan Panna Udvardy    |
| 2 maja          | L’Open 35 de Saint-Malo Saint-Malo Ceglana   | Beatriz Haddad Maia                     | 7:6(3), 6:3         | Anna Blinkowa                           | Magdalena Fręch Maryna Zanewśka         | Madison Brengle Magda Linette Claire Liu Bernarda Pera                      |
| 2 maja          | L’Open 35 de Saint-Malo Saint-Malo Ceglana   | Eri Hozumi Makoto Ninomiya              | 7:6(1), 6:1         | Estelle Cascino Jessika Ponchet         | Magdalena Fręch Maryna Zanewśka         | Madison Brengle Magda Linette Claire Liu Bernarda Pera                      |
| 9 maja          | Trophée Lagardère Paryż Ceglana              | Claire Liu                              | 6:3, 6:4            | Beatriz Haddad Maia                     | Ana Bogdan Kaia Kanepi                  | Magdalena Fręch Warwara Graczowa Elsa Jacquemot Donna Vekić                 |
| 9 maja          | Trophée Lagardère Paryż Ceglana              | Beatriz Haddad Maia Kristina Mladenovic | 5:7, 6:4, 10–4      | Oksana Kalasznikowa Miyu Katō           | Ana Bogdan Kaia Kanepi                  | Magdalena Fręch Warwara Graczowa Elsa Jacquemot Donna Vekić                 |
| 10 maja         | Karlsruhe Open Karlsruhe Ceglana             | Majar Szarif                            | 6:2, 6:4            | Bernarda Pera                           | Anna Bondár Anna-Lena Friedsam          | Dalma Gálfi Mai Hontama Eva Lys Panna Udvardy                               |
| 10 maja         | Karlsruhe Open Karlsruhe Ceglana             | Majar Szarif Panna Udvardy              | 5:7, 6:4, 10–2      | Jana Sizikowa Alison Van Uytvanck       | Anna Bondár Anna-Lena Friedsam          | Dalma Gálfi Mai Hontama Eva Lys Panna Udvardy                               |
| 31 maja         | Makarska Open Makarska Ceglana               | Jule Niemeier                           | 7:5, 6:1            | Elisabetta Cocciaretto                  | Linda Nosková Anna Karolína Schmiedlová | Clara Burel Olga Danilović Anastasija Gasanowa Tara Würth                   |
| 31 maja         | Makarska Open Makarska Ceglana               | Dalila Jakupović Tena Lukas             | 5:7, 6:2, 10–5      | Olga Danilović Aleksandra Krunić        | Linda Nosková Anna Karolína Schmiedlová | Clara Burel Olga Danilović Anastasija Gasanowa Tara Würth                   |
| 6 czerwca       | Open de Valencia Walencja Ceglana            | Zheng Qinwen                            | 6:4, 4:6, 6:3       | Wang Xiyu                               | Mirjam Björklund Nuria Párrizas Díaz    | Julia Grabher Réka Luca Jani Arantxa Rus Wiktorija Tomowa                   |
| 6 czerwca       | Open de Valencia Walencja Ceglana            | Aliona Bolsova Rebeka Masarova          | 6:0, 6:3            | Aleksandra Panowa Arantxa Rus           | Mirjam Björklund Nuria Párrizas Díaz    | Julia Grabher Réka Luca Jani Arantxa Rus Wiktorija Tomowa                   |
| 13 czerwca      | Veneto Open Gaiba Trawiasta                  | Alison Van Uytvanck                     | 6:4, 6:3            | Sara Errani                             | Diane Parry Harmony Tan                 | Kateryna Baindl Ana Bogdan Ylena In-Albon Tatjana Maria                     |
| 13 czerwca      | Veneto Open Gaiba Trawiasta                  | Madison Brengle Claire Liu              | 6:4, 6:3            | Witalija Djaczenko Oksana Kalasznikowa  | Diane Parry Harmony Tan                 | Kateryna Baindl Ana Bogdan Ylena In-Albon Tatjana Maria                     |
| 4 lipca         | Swedish Open Båstad Ceglana                  | Jang Su-jeong                           | 3:6, 6:3, 6:1       | Rebeka Masarova                         | Lauren Davis Wiktorija Tomowa           | Mihaela Buzărnescu Rebecca Peterson Anna Karolína Schmiedlová Panna Udvardy |
| 4 lipca         | Swedish Open Båstad Ceglana                  | Misaki Doi Rebecca Peterson             | walkower            | Mihaela Buzărnescu Irina Chromaczowa    | Lauren Davis Wiktorija Tomowa           | Mihaela Buzărnescu Rebecca Peterson Anna Karolína Schmiedlová Panna Udvardy |
| 4 lipca         | Grand Est Open 88 Contrexéville Ceglana      | Sara Errani                             | 6:4, 1:6, 7:6(4)    | Dalma Gálfi                             | Anna Bondár Cristina Bucșa              | Olivia Gadecki Jasmine Paolini Jessika Ponchet Camilla Rosatello            |
| 4 lipca         | Grand Est Open 88 Contrexéville Ceglana      | Ulrikke Eikeri Tereza Mihalíková        | 7:6(8), 6:2         | Han Xinyun Aleksandra Panowa            | Anna Bondár Cristina Bucșa              | Olivia Gadecki Jasmine Paolini Jessika Ponchet Camilla Rosatello            |
| 1 sierpnia      | Iași Open Jassy Ceglana                      | Ana Bogdan                              | 6:2, 3:6, 6:1       | Panna Udvardy                           | Darja Astachowa Maja Chwalińska         | Ekaterine Gorgodze Rebeka Masarova Kristina Mladenovic Paula Ormaechea      |
| 1 sierpnia      | Iași Open Jassy Ceglana                      | Darja Astachowa Andreea Roșca           | 7:5, 5:7, 10–7      | Réka Luca Jani Panna Udvardy            | Darja Astachowa Maja Chwalińska         | Ekaterine Gorgodze Rebeka Masarova Kristina Mladenovic Paula Ormaechea      |
| 8 sierpnia      | Thoreau Tennis Open Concord Twarda           | Coco Vandeweghe                         | 6:3, 5:7, 6:4       | Bernarda Pera                           | Katrina Scott Wang Qiang                | Magdalena Fręch Clara Tauson Taylor Townsend Katie Volynets                 |
| 8 sierpnia      | Thoreau Tennis Open Concord Twarda           | Warwara Flink Coco Vandeweghe           | 6:3, 7:6(3)         | Peangtarn Plipuech Moyuka Uchijima      | Katrina Scott Wang Qiang                | Magdalena Fręch Clara Tauson Taylor Townsend Katie Volynets                 |
| 14 sierpnia     | Vancouver Open Vancouver Twarda              | Walendini Gramatikopulu                 | 6:2, 6:4            | Lucia Bronzetti                         | Emma Navarro Rebecca Peterson           | Madison Brengle Maddison Inglis Victoria Jiménez Kasintseva Chloé Paquet    |
| 14 sierpnia     | Vancouver Open Vancouver Twarda              | Miyu Katō Asia Muhammad                 | 6:3, 7:5            | Tímea Babos Angela Kulikov              | Emma Navarro Rebecca Peterson           | Madison Brengle Maddison Inglis Victoria Jiménez Kasintseva Chloé Paquet    |
| 5 września      | Open delle Puglie Bari Ceglana               | Julia Grabher                           | 6:4, 6:2            | Nuria Brancaccio                        | Réka Luca Jani Matilde Paoletti         | Panna Udvardy Elisabetta Cocciaretto Tatjana Maria Eva Vedder               |
| 5 września      | Open delle Puglie Bari Ceglana               | Elisabetta Cocciaretto Olga Danilović   | 6:2, 6:3            | Andrea Gámiz Eva Vedder                 | Réka Luca Jani Matilde Paoletti         | Panna Udvardy Elisabetta Cocciaretto Tatjana Maria Eva Vedder               |
| 12 września     | Țiriac Foundation Trophy Bukareszt Ceglana   | Irina-Camelia Begu                      | 6:3, 6:3            | Réka Luca Jani                          | Maryna Zanewśka Sara Errani             | Panna Udvardy Majar Szarif Rebeka Masarova Kateryna Baindl                  |
| 12 września     | Țiriac Foundation Trophy Bukareszt Ceglana   | Aliona Bolsova Andrea Gámiz             | 7:5, 6:3            | Réka Luca Jani Panna Udvardy            | Maryna Zanewśka Sara Errani             | Panna Udvardy Majar Szarif Rebeka Masarova Kateryna Baindl                  |
| 19 września     | Budapest Open 125 Budapeszt Ceglana          | Tamara Korpatsch                        | 7:6(3), 6:7(4), 6:0 | Wiktorija Tomowa                        | Anna Bondár Océane Dodin                | Lauren Davis Anna Karolína Schmiedlová Arantxa Rus Tamara Zidanšek          |
| 19 września     | Budapest Open 125 Budapeszt Ceglana          | Anna Bondár Kimberley Zimmermann        | 6:3, 2:6, 10–5      | Jesika Malečková Renata Voráčová        | Anna Bondár Océane Dodin                | Lauren Davis Anna Karolína Schmiedlová Arantxa Rus Tamara Zidanšek          |
| 17 października | Open de Rouen Rouen Twarda (hala)            | Maryna Zanewśka                         | 7:6(6), 6:1         | Viktorija Golubic                       | Warwara Graczowa Kamilla Rachimowa      | Cristina Bucșa Ana Konjuh Catherine McNally Kristina Mladenovic             |
| 17 października | Open de Rouen Rouen Twarda (hala)            | Nateła Dzałamidze Kamilla Rachimowa     | 6:2, 7:5            | Misaki Doi Oksana Kalasznikowa          | Warwara Graczowa Kamilla Rachimowa      | Cristina Bucșa Ana Konjuh Catherine McNally Kristina Mladenovic             |
| 24 października | Abierto Tampico Tampico Twarda               | Elisabetta Cocciaretto                  | 7:6(5), 4:6, 6:1    | Magda Linette                           | Rebecca Marino Zhu Lin                  | Leylah Fernandez Elise Mertens Camila Osorio Kateřina Siniaková             |
| 24 października | Abierto Tampico Tampico Twarda               | Tereza Mihalíková Aldila Sutjiadi       | 7:5, 6:2            | Ashlyn Krueger Elizabeth Mandlik        | Rebecca Marino Zhu Lin                  | Leylah Fernandez Elise Mertens Camila Osorio Kateřina Siniaková             |
| 31 października | Dow Tennis Classic Midland Twarda (hala)     | Catherine McNally                       | 6:3, 6:2            | Anna-Lena Friedsam                      | Ann Li Peyton Stearns                   | Nao Hibino Sofia Kenin Camila Osorio Katherine Sebov                        |
| 31 października | Dow Tennis Classic Midland Twarda (hala)     | Asia Muhammad Alycia Parks              | 6:2, 6:3            | Anna-Lena Friedsam Nadija Kiczenok      | Ann Li Peyton Stearns                   | Nao Hibino Sofia Kenin Camila Osorio Katherine Sebov                        |
| 7 listopada     | LP Chile Colina Open Colina Ceglana          | Majar Szarif                            | 3:6, 7:6(3), 7:5    | Kateryna Baindl                         | Caroline Dolehide Danka Kovinić         | Julia Grabher Victoria Jiménez Kasintseva Emma Navarro Diana Sznajder       |
| 7 listopada     | LP Chile Colina Open Colina Ceglana          | Jana Sizikowa Aldila Sutjiadi           | 6:1, 3:6, 10–7      | Majar Szarif Tamara Zidanšek            | Caroline Dolehide Danka Kovinić         | Julia Grabher Victoria Jiménez Kasintseva Emma Navarro Diana Sznajder       |
| 14 listopada    | Argentina Open Buenos Aires Ceglana          | Panna Udvardy                           | 6:4, 6:1            | Danka Kovinić                           | María Carlé Paula Ormaechea             | Sara Errani Victoria Jiménez Kasintseva Laura Pigossi Diana Sznajder        |
| 14 listopada    | Argentina Open Buenos Aires Ceglana          | Irina Bara Sara Errani                  | 6:1, 7:5            | Jang Su-jeong You Xiaodi                | María Carlé Paula Ormaechea             | Sara Errani Victoria Jiménez Kasintseva Laura Pigossi Diana Sznajder        |
| 21 listopada    | Montevideo Open Montevideo Ceglana           | Diana Sznajder                          | 6:4, 6:4            | Léolia Jeanjean                         | Kateryna Baindl İpek Öz                 | Darja Astachowa Hailey Baptiste Irina Bara Clara Burel                      |
| 21 listopada    | Montevideo Open Montevideo Ceglana           | Ingrid Gamarra Martins Luisa Stefani    | 7:5, 6:7(6), 10–6   | Quinn Gleason Elixane Lechemia          | Kateryna Baindl İpek Öz                 | Darja Astachowa Hailey Baptiste Irina Bara Clara Burel                      |
| 28 listopada    | Crèdit Andorrà Open Andora Twarda (hala)     | Alycia Parks                            | 6:1, 6:4            | Rebecca Peterson                        | Cristina Bucșa Ana Konjuh               | Weronika Falkowska Sabine Lisicki Zhang Shuai Alison Van Uytvanck           |
| 28 listopada    | Crèdit Andorrà Open Andora Twarda (hala)     | Cristina Bucșa Weronika Falkowska       | 7:6(4), 6:1         | Angielina Gabujewa Anastasija Zacharowa | Cristina Bucșa Ana Konjuh               | Weronika Falkowska Sabine Lisicki Zhang Shuai Alison Van Uytvanck           |
| 5 grudnia       | Open Angers Arena Loire Angers Twarda (hala) | Alycia Parks                            | 6:4, 4:6, 6:4       | Anna-Lena Friedsam                      | Anhelina Kalinina Jessika Ponchet       | Clara Burel Émeline Dartron Clara Tauson Markéta Vondroušová                |
| 5 grudnia       | Open Angers Arena Loire Angers Twarda (hala) | Alycia Parks Zhang Shuai                | 6:2, 6:2            | Miriam Kolodziejová Markéta Vondroušová | Anhelina Kalinina Jessika Ponchet       | Clara Burel Émeline Dartron Clara Tauson Markéta Vondroušová                |
| 12 grudnia      | Open de Limoges Limoges Twarda (hala)        | Anhelina Kalinina                       | 6:3, 5:7, 6:4       | Clara Tauson                            | Anna Blinkowa Lucia Bronzetti           | Ana Bogdan Clara Burel Warwara Graczowa Zhang Shuai                         |
| 12 grudnia      | Open de Limoges Limoges Twarda (hala)        | Oksana Kalasznikowa Marta Kostiuk       | 7:5, 6:1            | Alicia Barnett Olivia Nicholls          | Anna Blinkowa Lucia Bronzetti           | Ana Bogdan Clara Burel Warwara Graczowa Zhang Shuai                         |

## Wygrane turnieje

### Klasyfikacja tenisistek
| Wygrane | Zawodniczka             | S | D |
| ------- | ----------------------- | - | - |
| 4       | Majar Szarif            | 3 | 1 |
| 4       | Alycia Parks            | 2 | 2 |
| 2       | Elisabetta Cocciaretto  | 1 | 1 |
| 2       | Sara Errani             | 1 | 1 |
| 2       | Beatriz Haddad Maia     | 1 | 1 |
| 2       | Claire Liu              | 1 | 1 |
| 2       | Panna Udvardy           | 1 | 1 |
| 2       | Coco Vandeweghe         | 1 | 1 |
| 2       | Aliona Bolsova          | 0 | 2 |
| 2       | Tereza Mihalíková       | 0 | 2 |
| 2       | Asia Muhammad           | 0 | 2 |
| 2       | Aldila Sutjiadi         | 0 | 2 |
| 1       | Irina-Camelia Begu      | 1 | 0 |
| 1       | Ana Bogdan              | 1 | 0 |
| 1       | Julia Grabher           | 1 | 0 |
| 1       | Walendini Gramatikopulu | 1 | 0 |
| 1       | Jang Su-jeong           | 1 | 0 |
| 1       | Anhelina Kalinina       | 1 | 0 |
| 1       | Tamara Korpatsch        | 1 | 0 |
| 1       | Catherine McNally       | 1 | 0 |
| 1       | Jule Niemeier           | 1 | 0 |
| 1       | Diana Sznajder          | 1 | 0 |
| 1       | Alison Van Uytvanck     | 1 | 0 |
| 1       | Maryna Zanewśka         | 1 | 0 |
| 1       | Zheng Qinwen            | 1 | 0 |
| 1       | Darja Astachowa         | 0 | 1 |
| 1       | Anna Bondár             | 0 | 1 |
| 1       | Madison Brengle         | 0 | 1 |
| 1       | Cristina Bucșa          | 0 | 1 |
| 1       | Olga Danilović          | 0 | 1 |
| 1       | Misaki Doi              | 0 | 1 |
| 1       | Nateła Dzałamidze       | 0 | 1 |
| 1       | Ulrikke Eikeri          | 0 | 1 |
| 1       | Weronika Falkowska      | 0 | 1 |
| 1       | Warwara Flink           | 0 | 1 |
| 1       | Ingrid Gamarra Martins  | 0 | 1 |
| 1       | Andrea Gámiz            | 0 | 1 |
| 1       | Ekaterine Gorgodze      | 0 | 1 |
| 1       | Eri Hozumi              | 0 | 1 |
| 1       | Dalila Jakupović        | 0 | 1 |
| 1       | Oksana Kalasznikowa     | 0 | 1 |
| 1       | Miyu Katō               | 0 | 1 |
| 1       | Marta Kostiuk           | 0 | 1 |
| 1       | Tena Lukas              | 0 | 1 |
| 1       | Rebeka Masarova         | 0 | 1 |
| 1       | Kristina Mladenovic     | 0 | 1 |
| 1       | Makoto Ninomiya         | 0 | 1 |
| 1       | Rebecca Peterson        | 0 | 1 |
| 1       | Kamilla Rachimowa       | 0 | 1 |
| 1       | Andreea Roșca           | 0 | 1 |
| 1       | Jana Sizikowa           | 0 | 1 |
| 1       | Luisa Stefani           | 0 | 1 |
| 1       | Zhang Shuai             | 0 | 1 |
| 1       | Kimberley Zimmermann    | 0 | 1 |

### Klasyfikacja państw
| Wygrane | Kraj              | S | D |
| ------- | ----------------- | - | - |
| 10      | Stany Zjednoczone | 5 | 5 |
| 5       | Rumunia           | 2 | 3 |
| 4       | Egipt             | 3 | 1 |
| 4       | Włochy            | 2 | 2 |
| 3       | Belgia            | 2 | 1 |
| 3       | Brazylia          | 1 | 2 |
| 3       | Węgry             | 1 | 2 |
| 3       | Gruzja            | 0 | 3 |
| 3       | Japonia           | 0 | 3 |
| 3       | Hiszpania         | 0 | 3 |
| 2       | Niemcy            | 2 | 0 |
| 2       | Chiny             | 1 | 1 |
| 2       | Ukraina           | 1 | 1 |
| 2       | Indonezja         | 0 | 2 |
| 2       | Słowacja          | 0 | 2 |
| 1       | Austria           | 1 | 0 |
| 1       | Grecja            | 1 | 0 |
| 1       | Korea Południowa  | 1 | 0 |
| 1       | Chorwacja         | 0 | 1 |
| 1       | Francja           | 0 | 1 |
| 1       | Norwegia          | 0 | 1 |
| 1       | Polska            | 0 | 1 |
| 1       | Serbia            | 0 | 1 |
| 1       | Słowenia          | 0 | 1 |
| 1       | Szwecja           | 0 | 1 |
| 1       | Wenezuela         | 0 | 1 |